# Шнедер, Франк
Франк Шнедер (фр. Frank Schneider; род. 11 мая 1979, Страсбург) — французский футбольный судья. Судья ФИФА.

## Биография
Родился 11 мая 1979 года в Страсбурге.
В профессии с 2004 года. C 2008 года обслуживал матчи французской Лиги 3. В сезоне 2009/2010 был переведён в Лигу 2. В 2011 году дебютировал как судья высшей лиги французского футбола.
Судья ФИФА с 2016 года. Судил матчи юношеских и молодёжных сборных команд и Лигу Европы УЕФА.